# Пеллеас і Мелізанда (Шенберг)

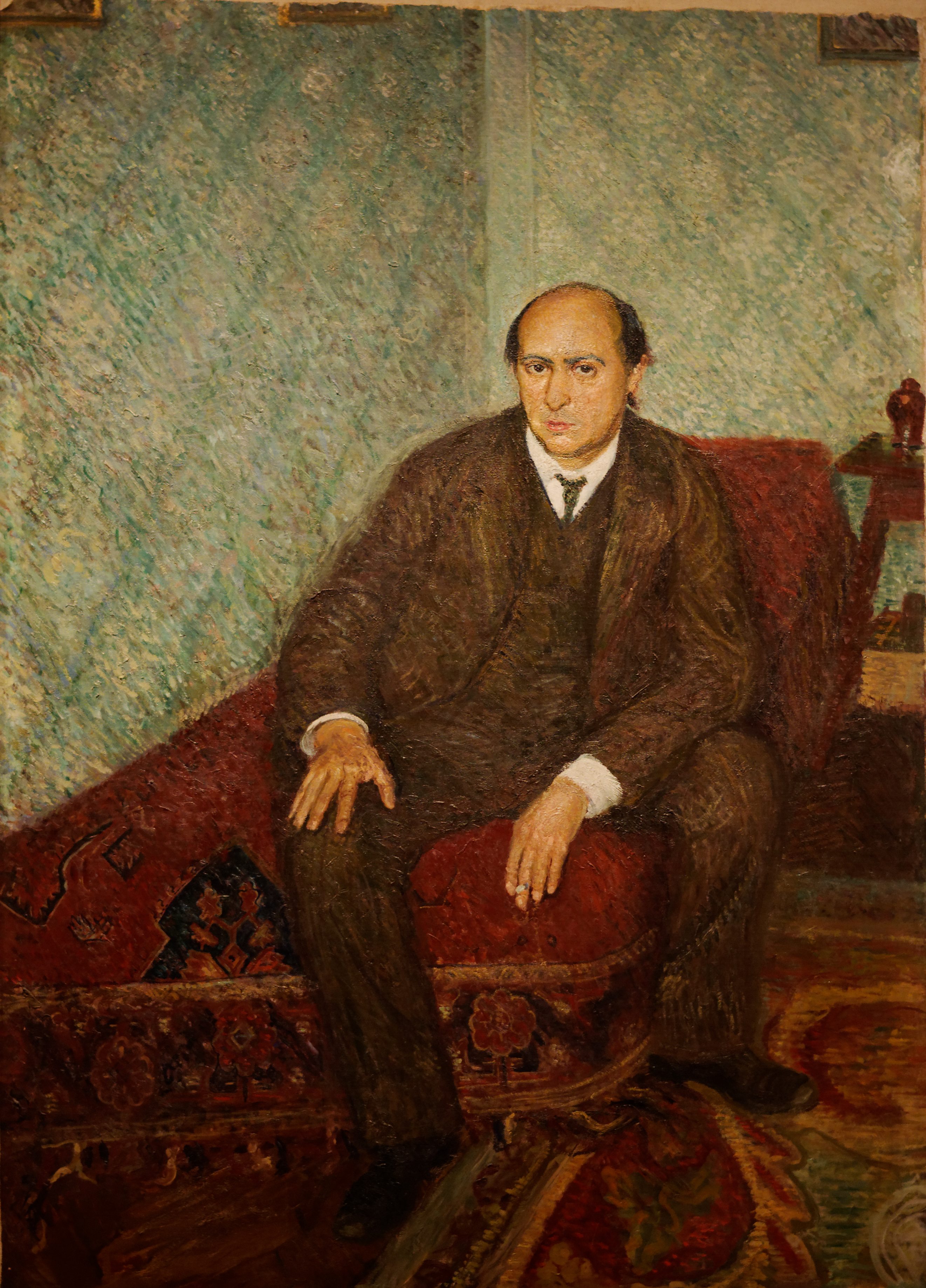
Арнольд Шенберг, картина Ріхарда Герстля, 1906.

«Пеллеас і Мелізанда», Op. 5 — симфонічна поема, написана Арнольдом Шенбергом і завершена у лютому 1903 року. Прем'єра відбулася 25 січня 1905 року у Віденському Музікферайні (нім. Wiener Musikverein) під керівництвом композитора. Робота заснована на п'єсі «Пеллеас і Мелізанда» бельгійського поета Моріса Метерлінка.
Почавши роботу над композицією в 1902 році, Шенберг і не підозрював, що незабаром в Парижі мала відбутися прем'єра опери Клода Дебюссі з однойменною назвою (Pelléas et Mélisande), яка теж була написана за п'єсою Метерлінка.

## Композиція
Твір написаний у ре мінор і є прикладом ранніх тональних робіт Шенберга. Основні розділи мають наступні позначення темпу:
- Die Viertel ein wenig bewegt — zögernd
- Heftig
- Lebhaft
- Sehr rasch
- Ein wenig bewegt
- Langsam
- Ein wenig bewegter
- Sehr langsam
- Etwas bewegt
- In gehender Bewegung
- Breit

## Інструменти і оркестровка
Партитура призначена для наступного складу музичних інструментів:
- 1 флейта-піколо
- 3 великих флейти
- 3 гобоя
- 1 англійський ріжок
- 1 малий кларнет
- 3 кларнети в сі-бемоль і A
- 1 бас-кларнет
- 3 фагота
- 1 контрафагот
- 8 валторн
- 4 труби
- 1 альт-тромбон
- 4 тенор тромбони
- 1 туба
- литаври (2 гравця)
- трикутник
- тарілки
- гонг
- великий теноровий барабан
- бас-барабан
- дзвіночки
- 4 арфи
- струнні